# Champavert
Champavert, également titré Contes immoraux, est un recueil de sept récits de Pétrus Borel, précédés d'une notice, paru en 1833.

## Présentation

### Monsieur de l'Argentière, l'accusateur
La Revue de Paris présente ce premier conte comme « un drame effroyable : une pauvre jeune fille, infanticide par folie, condamnée à mort par le propre père de son enfant. Cette histoire fait frémir ; lorsque M. de l'Argentière abuse de la confiance d'un ami, pour prendre la place de celui-ci dans un rendez-vous nocturne, lorsque la malheureuse reconnaît son lâche séducteur dans l'accusateur qui l'envoie à l'échafaud. Il est difficile de faire un plaidoyer plus éloquent contre la peine de mort ».

### Don Andréa Vésalius, l'anatomiste (Madrid)
Ce conte a été résumé pour les lecteurs de la revue Bagatelle, lors de la parution du recueil : Vésalius est un anatomiste célèbre de Madrid ; il est vieux, amoureux et jaloux. Vésalius épouse une jeune fille du nom de Maria, et le soir même des noces est gratifié, par les jeunes gens de la ville, d'un concert discordant appelé du nom vulgaire de charivari. Maria, enlevée par ce mariage aux hommages des jeunes cavaliers, et inféodée à un vieillard inquiet, morose, flétri jusqu'au cœur, se jette dans les bras de ses amants. 
Après un certain temps de débauche, Maria tombe malade et fait appeler son mari. Ce n'est pas seulement comme médecin qu'elle le consulte, mais pour entendre une épouvantable révélation : elle s'est vue abandonnée de tous ses amants, et c'est là ce qui la tue. Avant de mourir, elle veut confesser sa honte au vieillard. Vésalius n'est nullement étonné de cet aveu. Il la conduit dans son laboratoire et la traîne par les cheveux jusqu'aux cadavres de ses amants, qu'il a empoisonnés et disséqués pour ses études.
Maria ne peut soutenir ce spectacle et tombe morte « aux pieds de son époux qui, avec un épouvantable sang-froid, la déchire à coups de scalpel, et poursuit sur ce nouveau cadavre ses expériences anatomiques ».

### Éditions modernes
- Pétrus Borel, Champavert : contes immoraux, Paris, Le Chemin vert, 1985, 272 p. (ISBN 2-903533-14-8), préface de Jean-Luc Steinmetz

### Ouvrages d'analyse
- André Breton, Anthologie de l'humour noir, Paris, Jean-Jacques Pauvert, 1939, réed.1979, 414 p. (ISBN 978-2-7202-0184-4), p. 117-125

### Articles et critiques
- Charles Magnin, « Critique de Champavert », Revue encyclopédique, Paris,‎ février 1833, p. 430-432
- Alfred Desessarts, « Critique de Champavert », La France littéraire, Paris, t. V,‎ février 1833, p. 432-433
- Gabriel Laviron, « Critique de Champavert », L'Artiste, Paris, vol. V,‎ février 1833, p. 67-68
- Sainte-Beuve, « Critique de Champavert », La Revue des deux Mondes, Paris,‎ 1er mars 1833, p. 569
- Anonyme, « Critique de Champavert », Le Figaro, Paris,‎ 10 mars 1833
- Anonyme, « Critique de Champavert », La Mode, Paris,‎ 23 mars 1833
- Anonyme, « Critique de Champavert », Journal des femmes, Paris,‎ 23 mars 1833
- Anonyme, « Critique de Champavert », Bagatelle, Paris,‎ 26 mars 1833
- Paul Lacroix, « Critique de Champavert », Revue de Paris, Paris, t. XLVIII,‎ mars 1833, p. 144-145
- Anonyme, « Critique de Champavert », La Charge, Paris,‎ 7 avril 1833
- Jean-Luc Steinmetz, L'écriture homicide, Paris, Le Chemin vert, 1984, 272 p. (ISBN 2-903533-14-8), p. 7-25